# Jong Ajax in het seizoen 2016/17
Het seizoen 2016/17 was het vierde seizoen dat Jong Ajax, het tweede elftal van de club AFC Ajax, uitkwam in de Eerste divisie. In het voorgaande seizoen (2015/16) eindigde Jong Ajax op een negende plaats.
Jong Ajax had net als Jong PSV en Jong FC Utrecht niet de mogelijkheid om te promoveren of om deel te nemen aan de nacompetitie. Wel konden ze kampioen worden. De selectie en de spelers die de beloftenelftallen in de Eerste divisie mochten opstellen, waren gebonden aan een aantal door de KNVB bepaalde restricties. Zo mochten er maximaal twee spelers van het eerste elftal tegelijkertijd deelnemen aan een wedstrijd van de beloften en mochten spelers ouder dan 23 jaar die óf tien keer in de basisopstelling van het eerste hebben gestaan óf tien keer 45 minuten daarin hebben meegespeeld, niet meer uitkomen in het beloftenteam.

## Selectie en technische staf
| Nat.                | Naam                 | Contract tot    | Geboortedatum    | Vorige club             | Wed.            |                 |                 |
|                     | Doelverdediging      | Doelverdediging | Doelverdediging  | Doelverdediging         | Doelverdediging | Doelverdediging | Doelverdediging |
| ------------------- | -------------------- | --------------- | ---------------- | ----------------------- | --------------- | --------------- | --------------- |
| Vlag van Nederland  | Norbert Alblas       | 30 juni 2018    | 12 december 1994 | Jeugdopleiding          | 5               | 0               |                 |
| Vlag van Nederland  | Stan van Bladeren    | 30 juni 2018    | 1 oktober 1997   | Jeugdopleiding          | 0               | 0               |                 |
| Vlag van Nederland  | Peter Leeuwenburgh   | 30 juni 2018    | 23 maart 1994    | FC Dordrecht (verhuurd) | 1               | 0               |                 |
| Vlag van Nederland  | Jeffrey de Lange     | Géén            | 1 april 1998     | Jeugdopleiding          | 0               | 0               |                 |
|                     | Verdediging          |                 |                  |                         |                 |                 |                 |
| Vlag van Nederland  | Léon Bergsma         | 30 juni 2018    | 25 januari 1997  | Jeugdopleiding          | 3               | 0               |                 |
| Vlag van Nederland  | Matthijs de Ligt     | 30 juni 2018    | 12 augustus 1999 | Jeugdopleiding          | 7               | 0               |                 |
| Vlag van Nederland  | Damil Dankerlui      | 30 juni 2018    | 24 augustus 1996 | Jeugdopleiding          | 7               | 0               |                 |
| Vlag van Nederland  | Danilho Doekhi       | 30 juni 2019    | 30 juni 1998     | Excelsior               | 0               | 0               |                 |
| Vlag van Servië     | Dragiša Gudelj       | 30 juni 2018    | 8 november 1997  | NAC Breda               | 0               | 0               |                 |
| Vlag van Nederland  | Terry Lartey Sanniez | 30 juni 2018    | 10 augustus 1996 | Jeugdopleiding          | 9               | 0               |                 |
| Vlag van België     | Nathan Leyder        | 30 juni 2018    | 14 april 1997    | Jeugdopleiding          | 0               | 0               |                 |
| Vlag van Nederland  | Mauro Savastano      | 30 juni 2018    | 16 april 1997    | Jeugdopleiding          | 5               | 0               |                 |
| Vlag van Nederland  | Deyovaisio Zeefuik   | 30 juni 2019    | 11 maart 1998    | Jeugdopleiding          | 7               | 0               |                 |
|                     | Middenveld           |                 |                  |                         |                 |                 |                 |
| Vlag van Nederland  | Pelle Clement        | 30 juni 2017    | 19 mei 1996      | Jeugdopleiding          | 8               | 1               |                 |
| Vlag van Denemarken | Markus Bay           | 30 juni 2018    | 17 februari 1997 | Jeugdopleiding          | 4               | 0               |                 |
| Vlag van Nederland  | Carel Eiting         | 30 juni 2018    | 11 februari 1998 | Jeugdopleiding          | 5               | 0               |                 |
| Vlag van Nederland  | Noussair Mazraoui    | Géén            | 14 november 1997 | Jeugdopleiding          | 5               | 0               |                 |
|                     | Aanval               |                 |                  |                         |                 |                 |                 |
| Vlag van Nederland  | Vince Gino Dekker    | 30 juni 2017    | 22 maart 1997    | Jeugdopleiding          | 7               | 3               |                 |
| Vlag van Nederland  | Adham El Idrissi     | 30 juni 2018    | 17 maart 1997    | Jeugdopleiding          | 3               | 0               |                 |
| Vlag van Nederland  | Ezra Walian          | 30 juni 2017    | 22 oktober 1997  | Jeugdopleiding          | 2               | 0               |                 |

| Keepers           |           |                   |          |   |   |
| André Onana       | Kameroen  | 2 april 1996      | Ajax 1   | 2 | 0 |
| Diederik Boer     | Nederland | 24 september 1980 | Ajax 1   | 1 | 0 |
| Verdedigers       |           |                   |          |   |   |
| Davinson Sánchez  | Colombia  | 12 juni 1996      | Ajax 1   | 1 | 0 |
| Heiko Westermann  | Duitsland | 14 augustus 1983  | Ajax 1   | 1 | 0 |
| Middenvelders     |           |                   |          |   |   |
| Frenkie de Jong   | Nederland | 12 mei 1997       | Ajax 1   | 9 | 1 |
| Abdelhak Nouri    | Nederland | 2 april 1997      | Ajax 1   | 9 | 4 |
| Donny van de Beek | Nederland | 18 april 1997     | Ajax 1   | 6 | 4 |
| Aanvallers        |           |                   |          |   |   |
| Václav Černý      | Tsjechië  | 17 oktober 1997   | Ajax 1   | 9 | 5 |
| Mateo Cassierra   | Colombia  | 13 april 1997     | Ajax 1   | 2 | 5 |
| Justin Kluivert   | Nederland | 5 mei 1999        | Ajax O19 | 1 | 0 |

| Naam              | Nationaliteit | Geb. datum       | Wed. |   | Vertrokken naar | Periode |
| ----------------- | ------------- | ---------------- | ---- | - | --------------- | ------- |
| Aanvallers        |               |                  |      |   |                 |         |
| Richairo Živković | Nederland     | 5 september 1995 | 2    | 3 | FC Utrecht      | Zomer   |
| Robert Murić      | Kroatië       | 12 maart 1996    | 1    | 1 | Pescara         | Zomer   |

| Naam            | Functie           |
| --------------- | ----------------- |
| Marcel Keizer   | hoofdtrainer      |
| George Ogăraru  | assistent-trainer |
| René Stam       | keeperstrainer    |
| Herman Arendse  | teammanager       |
| Tim Glazenburg  | fysiotherapeut    |
| Maikel van Wijk | teamarts          |

Laatst bijgewerkt: 5 augustus 2016

## Wedstrijdverslagen

### Vriendschappelijk
| | |                       |                       | |
| Zaterdag 9 juli 2016, 14:30 uur | Jong Ajax | 8 – 0 (6 – 0) Verslag | VVZ '49               | |
| Sportpark De Toekomst, Amsterdam Vriendschappelijk | Elton Acolatse 13' Léon Bergsma 18' Markus Bay 27' Markus Bay 35' Elton Acolatse 42' Adham El Idrissi 45' Jack van Moerkerk 53' Elton Acolatse 57' |                       |                       | Basisopstelling Jong Ajax: Alblas, Lartey-Sanniez, Bergsma, Doekhi, Savastano; Mazraoui, Dankerlui, Bay; Acolatse, El Idrissi, Gudelj Reservebank Jong Ajax: Groothuizen, Franken, Van Moerkerk Toegepaste wissels Jong Ajax: '31 Lartey-Sanniez Franken '31 Savastano Van Moerkerk                                                                                        |
| Bijzonderheden: - Doordat er veel spelers van Jong Ajax afwezig waren speelden er twee spelers mee van de Ajax Zaterdag 1-amateurs (Mauro Franken en Jack van Moerkerk). - De wedstrijd duurde 2× 30 minuten. | |                       |                       | |
| | |                       |                       | |
| Dinsdag 13 juli 2016, 14:30 uur | Jong Ajax | 2 – 1 (1 – 1) Verslag | Koninklijke HFC       | |
| Sportpark De Toekomst, Amsterdam Vriendschappelijk | Sheraldo Becker Richairo Živković 49' |                       | Nigel Castien         | Basisopstelling Jong Ajax: Groothuizen, Van Rhijn, Doekhi, Bergsma, Savastano; Mazraoui, El Idrissi, Dankerlui; Acolatse, Živković, Becker Reservebank Jong Ajax: Alblas, Gudelj, Walian, Franken, Bay Toegepaste wissels Jong Ajax: |
| Bijzonderheden: - De wedstrijd duurde 2× 35 minuten. | |                       |                       | |
| | |                       |                       | |
| Zondag 24 juli 2016, 13:00 uur | Jong AZ | 1 – 1 (1 – 0) Verslag | Jong Ajax             | Aanvoerder Jong Ajax : Norbert Alblas |
| AFAS Trainingscomplex, Wijdewormer 200 toeschouwers Vriendschappelijk | Jelle Duin (pen.) 37' |                       | '63 Noussair Mazraoui | Basisopstelling Jong Ajax: Alblas, Zeefuik, Bergsma, Lartey-Sanniez, Savastano; Dankerlui, Clement, N. Gudelj; Becker, El Idrissi, Dekker Reservebank Jong Ajax: Leeuwenburgh, D. Gudelj, Bay, Mazraoui, Eiting Toegepaste wissels Jong Ajax: '46 Alblas Leeuwenburgh '46 Bergsma Eiting '46 Clement Mazraoui '65 Dekker Bay '73 Savastano D. Gudelj '84 Dankerlui Bergsma |
| Bijzonderheden: | |                       |                       | |
| | |                       |                       | |
| Donderdag 28 juli 2016 | Jong Ajax | 1 – 1 (1 – 1) Verslag | Iraklis               | |
| Sportpark De Toekomst, Amsterdam Vriendschappelijk | Richairo Živković (pen.) 15' |                       | Emanuel Perrone       | Basisopstelling Jong Ajax: Onana, Zeefuik, Lartey-Sanniez, De Ligt, Savastano; De Jong, Sinkgraven, Nouri; Černý, Živković, Murić Toegepaste wissels Jong Ajax: Onana Alblas Eiting Clement |
| Bijzonderheden: | |                       |                       | |
| | |                       |                       | |
| Dinsdag 2 augustus 2016, 14:00 uur | Jong Ajax | 3 – 0 (2 – 0)         | Jong Telstar          | |
| Sportpark De Toekomst, Amsterdam Vriendschappelijk | Robert Murić 20' Václav Černý 35' Václav Černý 67'                                                                                                 |                       |                       | Basisopstelling Jong Ajax: Alblas, Zeefuik, Lartey-Sanniez, Eiting, Savastano; De Jong, Murić, Clement; El Idrissi, Nouri, Černý Reservebank Jong Ajax: Groothuizen, Gudelj, Bergsma, Mazraoui, Dekker Toegepaste wissels Jong Ajax: '60 Savastano Mazraoui '60 El Idrissi Dekker '71 Zeefuik Bergsma                                                                      |
| Bijzonderheden: | |                       |                       | |

### Eerste divisie
| | |                       | | |
| 5 augustus 2016, 20:00 uur | Jong Ajax | 1 – 1 (1 – 1) Verslag | FC Emmen | Aanvoerder Jong Ajax : Terry Lartey Sanniez |
| Sportpark De Toekomst, Amsterdam 1.098 toeschouwers Scheidsrechter: Laurens Gerrets Lijnrechter: Don Frijn Lijnrechter: Erik Koopman Vierde Official: Sam Dröge Eerste divisie Speelronde 1               | Robert Murić '26 Terry Lartey Sanniez '54 |                       | '5 Rogier Krohne | Basisopstelling Jong Ajax: Onana; Zeefuik, Sánchez, De Ligt, Lartey Sanniez; De Jong, Van de Beek, Nouri; Murić, Živković, Černý Reservebank Jong Ajax: Alblas, Mazraoui, Savastano, Eiting, Clement, Dekker, El Idrissi Toegepaste Wissels Jong Ajax: '71 Černý El Idrissi                                                               |
| Bijzonderheden: - Deyovaisio Zeefuik, Matthijs de Ligt en Adham El Idrissi maakten allen hun debuut in het betaald voetbal.                                                                               | |                       | | |
| | |                       | | |
| 12 augustus 2016, 20:00 uur | Almere City | 1 – 4 (0 – 2) Verslag | Jong Ajax | Aanvoerder Jong Ajax : Pelle Clement |
| Yanmar Stadion, Almere 1.839 toeschouwers Scheidsrechter: Christian Mulder Lijnrechter: Patrick Inia Lijnrechter: Djurre Zijlstra Vierde Official: George Gansner Eerste divisie Speelronde 2             | Gaston Salasiwa '83 |                       | '30 Richairo Živković '38 Richairo Živković '64 Václav Černý '75 Richairo Živković                                  | Basisopstelling Jong Ajax: Onana; Zeefuik, De Ligt, Eiting, Lartey Sanniez; De Jong, Clement, Nouri; Dekker, Živković, Černý Reservebank Jong Ajax: Alblas, Mazraoui, Savastano, Bergsma, Bay, El Idrissi Toegepaste Wissels Jong Ajax: '46 Zeefuik Savastano '86 Živković Mazraoui                                                       |
| Bijzonderheden: - Carel Eiting, Vince Gino Dekker en Noussair Mazraoui maakten allen hun debuut in het betaald voetbal.                                                                                   | |                       | | |
| | |                       | | |
| 19 augustus 2016, 20:00 uur | Jong Ajax | 5 – 2 (2 – 1) Verslag | FC Den Bosch | Aanvoerder Jong Ajax : Norbert Alblas |
| Sportpark De Toekomst, Amsterdam 462 toeschouwers Scheidsrechter: Erwin Blank Lijnrechter: Yorick Weterings Lijnrechter: Dyon Fikkert Vierde Official: Marc Nagtegaal Eerste divisie Speelronde 3         | Václav Černý '8 Abdelhak Nouri (pen.) '22 Václav Černý '71 Jonas Heymans '75 Václav Černý '86                                                                               |                       | '7 Ben Santermans '21 Bart Biemans '67 Romero Regales                                                               | Basisopstelling Jong Ajax: Alblas; Zeefuik, De Ligt, Westermann, Lartey Sanniez; Eiting, De Jong, Nouri; Černý, Clement, Dekker Reservebank Jong Ajax: De Lange, Bergsma, Savastano, Dankerlui, Mazraoui, Bay, El Idrissi Toegepaste Wissels Jong Ajax: '62 Lartey Sanniez Savastano '85 Eiting Dankerlui '85 Clement Bay                 |
| Bijzonderheden: - Markus Bay maakte zijn officiële debuut in het betaald voetbal. | |                       | | |
| | |                       | | |
| 22 augustus 2016, 20:00 uur | Jong Ajax | 2 – 1 (1 – 0) Verslag | Fortuna Sittard | Aanvoerder Jong Ajax : Norbert Alblas |
| Sportpark De Toekomst, Amsterdam 653 toeschouwers Scheidsrechter: Freek van Herk Lijnrechter: Johan Balder Lijnrechter: Nicky Siebert Vierde Official: Jannick van der Laan Eerste divisie Speelronde 4   | Abdelhak Nouri '20 Pelle Clement '53 Adham El Idrissi '84 Abdelhak Nouri '90+1 Adham El Idrissi '90+3                                                                       |                       | '76 Luc Mares | Basisopstelling Jong Ajax: Alblas; Zeefuik, De Ligt, Lartey Sanniez, Dankerlui; Eiting, De Jong, Nouri; Černý, Clement, Dekker Reservebank Jong Ajax: De Lange, Mazraoui, Savastano, Bergsma, Bay, El Idrissi, D. Gudelj Toegepaste Wissels Jong Ajax: '71 Dekker El Idrissi '75 Dankerlui Savastano '87 Zeefuik Mazraoui                 |
| Bijzonderheden: | |                       | | |
| | |                       | | |
| 26 augustus 2016, 20:00 uur | RKC Waalwijk | 3 – 2 (2 – 0)         | Jong Ajax | Aanvoerder Jong Ajax : Norbert Alblas |
| Mandemakers Stadion, Waalwijk 2.450 toeschouwers Scheidsrechter: Stijn Berben Lijnrechter: Dave Goossens Lijnrechter: Nils van Kampen Vierde Official: William Smit Eerste divisie Speelronde 5           | Kenny Anderson '10 Serginho Greene '20 Tamati Williams '57 Kenny Anderson '72 Fred Benson '90+3                                                                             |                       | '33 Terry Lartey Sanniez '39 Matthijs de Ligt '55 Donny van de Beek '58 (pen.) Abdelhak Nouri '72 Donny van de Beek | Basisopstelling Jong Ajax: Alblas; Zeefuik, De Ligt, Lartey Sanniez, Dankerlui; De Jong, Nouri, Van de Beek; Černý, Clement, Dekker Reservebank Jong Ajax: Leeuwenburgh, Bergsma, D. Gudelj, Savastano, Eiting, Mazraoui, Bay Toegepaste Wissels Jong Ajax: '46 Dekker Bay '46 Černý Savastano '76 Dankerlui Mazraoui                     |
| Bijzonderheden: | |                       | | |
| | |                       | | |
| 12 september 2016, 20:00 uur | Jong Ajax | 7 – 1 (3 – 1) Verslag | Achilles '29 | Aanvoerder Jong Ajax : Pelle Clement |
| Sportpark De Toekomst, Amsterdam 700 toeschouwers Scheidsrechter: Martin Pérez Lijnrechter: Johan Hubers Lijnrechter: Erik Koopman Vierde Official: Jerome Vries Eerste divisie Speelronde 6              | Donny van de Beek '38 Mateo Cassierra '41 Mateo Cassierra '45 Mateo Cassierra '55 Václav Černý '58 Mateo Cassierra '68 Abdelhak Nouri (pen.) '77                            |                       | '7 Kurad Sürmeli '30 Barry Beijer '57 Mischa Boelens                                                                | Basisopstelling Jong Ajax: Boer; Zeefuik, De Ligt, Eiting, Dankerlui; De Jong, Nouri, Van de Beek; Černý, Cassierra, Clement Reservebank Jong Ajax: Alblas, Bergsma, Lartey Sanniez, Savastano, Mazraoui, Dekker, El Idrissi Toegepaste Wissels Jong Ajax: '70 De Ligt Lartey Sanniez '78 Dankerlui Savastano '84 Clement Bergsma         |
| Bijzonderheden: | |                       | | |
| | |                       | | |
| 16 september 2016, 20:00 uur | MVV Maastricht | 1 – 0 (0 – 0) Verslag | Jong Ajax | Aanvoerder Jong Ajax : Pelle Clement |
| De Geusselt, Maastricht 4.767 toeschouwers Scheidsrechter: Kevin Dhondt Lijnrechter: Rien Vanyzere Lijnrechter: Michael Geerolf Vierde Official: Kevin Puts Eerste divisie Speelronde 7                   | Florian Loshaj '82 Joeri Schroijen '85 |                       | '26 Matthijs de Ligt '75 Deyovaisio Zeefuik                                                                         | Basisopstelling Jong Ajax: Leeuwenburgh; Zeefuik, De Ligt, Eiting, Dankerlui; De Jong, Nouri, Van de Beek; Černý, Clement, Dekker Reservebank Jong Ajax: De Lange, Bergsma, Lartey Sanniez, Savastano, Mazraoui, Kluivert, El Idrissi Toegepaste Wissels Jong Ajax: '67 Dekker Kluivert '87 Dankerlui Lartey Sanniez '87 Černý El Idrissi |
| Bijzonderheden: - Justin Kluivert maakte zijn officiële debuut in het betaald voetbal. | |                       | | |
| | |                       | | |
| 26 september 2016, 20:00 uur | Jong Ajax | 7 – 0 (2 – 0) Verslag | FC Oss | Aanvoerder Jong Ajax : Norbert Alblas |
| Sportpark De Toekomst, Amsterdam 848 toeschouwers Scheidsrechter: Siemen Mulder Lijnrechter: Jermaine Lapar Lijnrechter: Sjoerd Nanninga Vierde Official: Stef Veerkamp Eerste divisie Speelronde 8       | Donny van de Beek '13 Mateo Cassierra '43 Frenkie de Jong '48 Vince Gino Dekker '50 Vince Gino Dekker '62 Donny van de Beek '66 Vince Gino Dekker '74 Noussair Mazraoui '87 |                       | '40 Dominique Kivuvu '74 Ayrton Statie '75 Dennis Janssen                                                           | Basisopstelling Jong Ajax: Alblas; Mazraoui, Lartey Sanniez, Bergsma, Dankerlui; De Jong, Nouri, Van de Beek; Cassierra, Clement, Černý Reservebank Jong Ajax: Leeuwenburg, D. Gudelj, Struijk, El Idrissi, Walian, Bay, Dekker Toegepaste Wissels Jong Ajax: '46 Cassierra Dekker '61 Černý Bay '75 Clement Walian                       |
| Bijzonderheden: - Ezra Walian maakte zijn officiële debuut in het betaald voetbal. - Vince Gino Dekker maakte zijn eerste officiële doelpunt in het betaald voetbal.                                      | |                       | | |
| | |                       | | |
| 30 september 2016, 20:00 uur | FC Eindhoven | 2 – 1 (1 – 0) Verslag | Jong Ajax | Aanvoerder Jong Ajax : Norbert Alblas |
| Jan Louwersstadion, Eindhoven 3.125 toeschouwers Scheidsrechter: Christiaan Bax Lijnrechter: Marcelino Adriaans Lijnrechter: Peter Janson Vierde Official: Pieter van der Pol Eerste divisie Speelronde 9 | Dario van den Buijs (pen.) '18 Alemão '23 Fries Deschilder '52 Rai Vloet '90+2                                                                                              |                       | '18 Léon Bergsma '25 Frenkie de Jong '82 Donny van de Beek '86 Pelle Clement                                        | Basisopstelling Jong Ajax: Alblas; Mazraoui, Lartey Sanniez, Bergsma, Dankerlui; De Jong, Nouri, Van de Beek; Černý, Clement, Dekker Reservebank Jong Ajax: Leeuwenburg, D. Gudelj, Matusiwa, Walian, Bay Toegepaste Wissels Jong Ajax: '75 Mazraoui Bay '83 Dekker Walian                                                                |
| Bijzonderheden: | |                       | | |
| | |                       | | |
| 17 oktober 2016, 20:00 uur | Jong Ajax | – ( – )               | De Graafschap | Aanvoerder Jong Ajax : |
| Sportpark De Toekomst, Amsterdam - toeschouwers Scheidsrechter: - Lijnrechter: - Lijnrechter: - Vierde Official: - Eerste divisie Speelronde 10                                                           | |                       | | Basisopstelling Jong Ajax: Reservebank Jong Ajax: Toegepaste Wissels Jong Ajax: |
| Bijzonderheden: | |                       | | |
| | |                       | | |
| Vrijdag 21 oktober 2016, 20:00 uur | FC Volendam | – ( – )               | Jong Ajax | Aanvoerder Jong Ajax : |
| Kras Stadion, Volendam - toeschouwers Scheidsrechter: - Lijnrechter: - Lijnrechter: - Vierde Official: - Eerste divisie Speelronde 11                                                                     | |                       | | Basisopstelling Jong Ajax: Reservebank Jong Ajax: Toegepaste Wissels Jong Ajax: |
| Bijzonderheden: | |                       | | |
| | |                       | | |
| Maandag 31 oktober 2016, 20:00 uur | Jong Ajax | – ( – )               | VVV-Venlo | Aanvoerder Jong Ajax : |
| Sportpark De Toekomst, Amsterdam - toeschouwers Scheidsrechter: - Lijnrechter: - Lijnrechter: - Vierde Official: - Eerste divisie Speelronde 12                                                           | |                       | | Basisopstelling Jong Ajax: Reservebank Jong Ajax: Toegepaste Wissels Jong Ajax: |
| Bijzonderheden: | |                       | | |
| | |                       | | |
| Vrijdag 4 november 2016, 20:00 uur | Jong Ajax | – ( – )               | NAC Breda | Aanvoerder Jong Ajax : |
| Sportpark De Toekomst, Amsterdam - toeschouwers Scheidsrechter: - Lijnrechter: - Lijnrechter: - Vierde Official: - Eerste divisie Speelronde 13                                                           | |                       | | Basisopstelling Jong Ajax: Reservebank Jong Ajax: Toegepaste Wissels Jong Ajax: |
| Bijzonderheden: | |                       | | |
| | |                       | | |
| Maandag 21 november 2016, 20:00 uur | Jong FC Utrecht | – ( – )               | Jong Ajax | Aanvoerder Jong Ajax : |
| Sportcomplex Zoudenbalch, Utrecht - toeschouwers Scheidsrechter: - Lijnrechter: - Lijnrechter: - Vierde Official: - Eerste divisie Speelronde 14                                                          | |                       | | Basisopstelling Jong Ajax: Reservebank Jong Ajax: Toegepaste Wissels Jong Ajax: |
| Bijzonderheden: | |                       | | |
| | |                       | | |
| Vrijdag 25 november 2016, 20:00 uur | Jong Ajax | – ( – )               | Telstar | Aanvoerder Jong Ajax : |
| Sportpark De Toekomst, Amsterdam - toeschouwers Scheidsrechter: - Lijnrechter: - Lijnrechter: - Vierde Official: - Eerste divisie Speelronde 15                                                           | |                       | | Basisopstelling Jong Ajax: Reservebank Jong Ajax: Toegepaste Wissels Jong Ajax: |
| Bijzonderheden: | |                       | | |
| | |                       | | |
| Maandag 28 november 2016, 20:00 uur | FC Dordrecht | – ( – )               | Jong Ajax | Aanvoerder Jong Ajax : |
| Riwal Hoogwerkers Stadion, Dordrecht - toeschouwers Scheidsrechter: - Lijnrechter: - Lijnrechter: - Vierde Official: - Eerste divisie Speelronde 16                                                       | |                       | | Basisopstelling Jong Ajax: Reservebank Jong Ajax: Toegepaste Wissels Jong Ajax: |
| Bijzonderheden: | |                       | | |
| | |                       | | |
| Vrijdag 2 december 2016, 20:00 uur | SC Cambuur | – ( – )               | Jong Ajax | Aanvoerder Jong Ajax : |
| Cambuurstadion, Leeuwarden - toeschouwers Scheidsrechter: - Lijnrechter: - Lijnrechter: - Vierde Official: - Eerste divisie Speelronde 17                                                                 | |                       | | Basisopstelling Jong Ajax: Reservebank Jong Ajax: Toegepaste Wissels Jong Ajax: |
| Bijzonderheden: | |                       | | |
| | |                       | | |
| Vrijdag 9 december 2016, 20:00 uur | Jong Ajax | – ( – )               | Jong PSV | Aanvoerder Jong Ajax : |
| Sportpark De Toekomst, Amsterdam - toeschouwers Scheidsrechter: - Lijnrechter: - Lijnrechter: - Vierde Official: - Eerste divisie Speelronde 18                                                           | |                       | | Basisopstelling Jong Ajax: Reservebank Jong Ajax: Toegepaste Wissels Jong Ajax: |
| Bijzonderheden: | |                       | | |
| | |                       | | |
| Vrijdag 16 december 2016, 20:00 uur | Helmond Sport | – ( – )               | Jong Ajax | Aanvoerder Jong Ajax : |
| Lavans Stadion, Helmond - toeschouwers Scheidsrechter: - Lijnrechter: - Lijnrechter: - Vierde Official: - Eerste divisie Speelronde 19                                                                    | |                       | | Basisopstelling Jong Ajax: Reservebank Jong Ajax: Toegepaste Wissels Jong Ajax: |
| Bijzonderheden: | |                       | | |
| | |                       | | |
| Vrijdag 13 januari 2017, 20:00 uur | FC Emmen | – ( – )               | Jong Ajax | Aanvoerder Jong Ajax : |
| JENS Vesting, Emmen - toeschouwers Scheidsrechter: - Lijnrechter: - Lijnrechter: - Vierde Official: - Eerste divisie Speelronde 20                                                                        | |                       | | Basisopstelling Jong Ajax: Reservebank Jong Ajax: Toegepaste Wissels Jong Ajax: |
| Bijzonderheden: | |                       | | |
| | |                       | | |
| Maandag 23 januari 2017, 20:00 uur | Jong Ajax | – ( – )               | Almere City | Aanvoerder Jong Ajax : |
| Sportpark De Toekomst, Amsterdam - toeschouwers Scheidsrechter: - Lijnrechter: - Lijnrechter: - Vierde Official: - Eerste divisie Speelronde 21                                                           | |                       | | Basisopstelling Jong Ajax: Reservebank Jong Ajax: Toegepaste Wissels Jong Ajax: |
| Bijzonderheden: | |                       | | |
| | |                       | | |
| Vrijdag 27 januari 2017, 20:00 uur | FC Den Bosch | – ( – )               | Jong Ajax | Aanvoerder Jong Ajax : |
| Stadion De Vliert, 's-Hertogenbosch - toeschouwers Scheidsrechter: - Lijnrechter: - Lijnrechter: - Vierde Official: - Eerste divisie Speelronde 22                                                        | |                       | | Basisopstelling Jong Ajax: Reservebank Jong Ajax: Toegepaste Wissels Jong Ajax: |
| Bijzonderheden: | |                       | | |
| | |                       | | |
| Vrijdag 3 februari 2017, 20:00 uur | Jong Ajax | – ( – )               | RKC Waalwijk | Aanvoerder Jong Ajax : |
| Sportpark De Toekomst, Amsterdam - toeschouwers Scheidsrechter: - Lijnrechter: - Lijnrechter: - Vierde Official: - Eerste divisie Speelronde 23                                                           | |                       | | Basisopstelling Jong Ajax: Reservebank Jong Ajax: Toegepaste Wissels Jong Ajax: |
| Bijzonderheden: | |                       | | |
| | |                       | | |
| Maandag 6 februari 2017, 20:00 uur | Fortuna Sittard | – ( – )               | Jong Ajax | Aanvoerder Jong Ajax : |
| Fortuna Sittard Stadion, Sittard - toeschouwers Scheidsrechter: - Lijnrechter: - Lijnrechter: - Vierde Official: - Eerste divisie Speelronde 24                                                           | |                       | | Basisopstelling Jong Ajax: Reservebank Jong Ajax: Toegepaste Wissels Jong Ajax: |
| Bijzonderheden: | |                       | | |
| | |                       | | |
| Maandag 13 februari 2017, 20:00 uur | Jong Ajax | – ( – )               | MVV Maastricht | Aanvoerder Jong Ajax : |
| Sportpark De Toekomst, Amsterdam - toeschouwers Scheidsrechter: - Lijnrechter: - Lijnrechter: - Vierde Official: - Eerste divisie Speelronde 25                                                           | |                       | | Basisopstelling Jong Ajax: Reservebank Jong Ajax: Toegepaste Wissels Jong Ajax: |
| Bijzonderheden: | |                       | | |
| | |                       | | |
| Vrijdag 17 februari 2017, 20:00 uur | Achilles '29 | – ( – )               | Jong Ajax | Aanvoerder Jong Ajax : |
| Sportpark De Heikant, Groesbeek - toeschouwers Scheidsrechter: - Lijnrechter: - Lijnrechter: - Vierde Official: - Eerste divisie Speelronde 26                                                            | |                       | | Basisopstelling Jong Ajax: Reservebank Jong Ajax: Toegepaste Wissels Jong Ajax: |
| Bijzonderheden: | |                       | | |
| | |                       | | |
| Vrijdag 24 februari 2017, 20:00 uur | Jong Ajax | – ( – )               | FC Eindhoven | Aanvoerder Jong Ajax : |
| Sportpark De Toekomst, Amsterdam - toeschouwers Scheidsrechter: - Lijnrechter: - Lijnrechter: - Vierde Official: - Eerste divisie Speelronde 27                                                           | |                       | | Basisopstelling Jong Ajax: Reservebank Jong Ajax: Toegepaste Wissels Jong Ajax: |
| Bijzonderheden: | |                       | | |
| | |                       | | |
| Vrijdag 3 maart 2017, 20:00 uur | FC Oss | – ( – )               | Jong Ajax | Aanvoerder Jong Ajax : |
| Frans Heesenstadion, Oss - toeschouwers Scheidsrechter: - Lijnrechter: - Lijnrechter: - Vierde Official: - Eerste divisie Speelronde 28                                                                   | |                       | | Basisopstelling Jong Ajax: Reservebank Jong Ajax: Toegepaste Wissels Jong Ajax: |
| Bijzonderheden: | |                       | | |
| | |                       | | |
| Vrijdag 10 maart 2017, 20:00 uur | De Graafschap | – ( – )               | Jong Ajax | Aanvoerder Jong Ajax : |
| Stadion De Vijverberg, Doetinchem - toeschouwers Scheidsrechter: - Lijnrechter: - Lijnrechter: - Vierde Official: - Eerste divisie Speelronde 29                                                          | |                       | | Basisopstelling Jong Ajax: Reservebank Jong Ajax: Toegepaste Wissels Jong Ajax: |
| Bijzonderheden: | |                       | | |
| | |                       | | |
| Maandag 13 maart 2017, 20:00 uur | Jong Ajax | – ( – )               | FC Volendam | Aanvoerder Jong Ajax : |
| Sportpark De Toekomst, Amsterdam - toeschouwers Scheidsrechter: - Lijnrechter: - Lijnrechter: - Vierde Official: - Eerste divisie Speelronde 30                                                           | |                       | | Basisopstelling Jong Ajax: Reservebank Jong Ajax: Toegepaste Wissels Jong Ajax: |
| Bijzonderheden: | |                       | | |
| | |                       | | |
| Vrijdag 17 maart 2017, 20:00 uur | NAC Breda | – ( – )               | Jong Ajax | Aanvoerder Jong Ajax : |
| Rat Verlegh Stadion, Breda - toeschouwers Scheidsrechter: - Lijnrechter: - Lijnrechter: - Vierde Official: - Eerste divisie Speelronde 31                                                                 | |                       | | Basisopstelling Jong Ajax: Reservebank Jong Ajax: Toegepaste Wissels Jong Ajax: |
| Bijzonderheden: | |                       | | |
| | |                       | | |
| Maandag 3 april 2017, 20:00 uur | Jong Ajax | – ( – )               | Jong FC Utrecht | Aanvoerder Jong Ajax : |
| Sportpark De Toekomst, Amsterdam - toeschouwers Scheidsrechter: - Lijnrechter: - Lijnrechter: - Vierde Official: - Eerste divisie Speelronde 32                                                           | |                       | | Basisopstelling Jong Ajax: Reservebank Jong Ajax: Toegepaste Wissels Jong Ajax: |
| Bijzonderheden: | |                       | | |
| | |                       | | |
| Vrijdag 7 april 2017, 20:00 uur | Telstar | – ( – )               | Jong Ajax | Aanvoerder Jong Ajax : |
| Rabobank IJmond Stadion, Velsen-Zuid - toeschouwers Scheidsrechter: - Lijnrechter: - Lijnrechter: - Vierde Official: - Eerste divisie Speelronde 33                                                       | |                       | | Basisopstelling Jong Ajax: Reservebank Jong Ajax: Toegepaste Wissels Jong Ajax: |
| Bijzonderheden: | |                       | | |
| | |                       | | |
| Vrijdag 14 april 2017, 20:00 uur | Jong Ajax | – ( – )               | FC Dordrecht | Aanvoerder Jong Ajax : |
| Sportpark De Toekomst, Amsterdam - toeschouwers Scheidsrechter: - Lijnrechter: - Lijnrechter: - Vierde Official: - Eerste divisie Speelronde 34                                                           | |                       | | Basisopstelling Jong Ajax: Reservebank Jong Ajax: Toegepaste Wissels Jong Ajax: |
| Bijzonderheden: | |                       | | |
| | |                       | | |
| Maandag 17 april 2017, 20:00 uur | VVV-Venlo | – ( – )               | Jong Ajax | Aanvoerder Jong Ajax : |
| Seacon Stadion - De Koel -, Venlo - toeschouwers Scheidsrechter: - Lijnrechter: - Lijnrechter: - Vierde Official: - Eerste divisie Speelronde 35                                                          | |                       | | Basisopstelling Jong Ajax: Reservebank Jong Ajax: Toegepaste Wissels Jong Ajax: |
| Bijzonderheden: | |                       | | |
| | |                       | | |
| Vrijdag 21 april 2017, 20:00 uur | Jong Ajax | – ( – )               | SC Cambuur | Aanvoerder Jong Ajax : |
| Sportpark De Toekomst, Amsterdam - toeschouwers Scheidsrechter: - Lijnrechter: - Lijnrechter: - Vierde Official: - Eerste divisie Speelronde 36                                                           | |                       | | Basisopstelling Jong Ajax: Reservebank Jong Ajax: Toegepaste Wissels Jong Ajax: |
| Bijzonderheden: | |                       | | |
| | |                       | | |
| Vrijdag 28 april 2017, 20:00 uur | Jong PSV | – ( – )               | Jong Ajax | Aanvoerder Jong Ajax : |
| De Herdgang, Eindhoven - toeschouwers Scheidsrechter: - Lijnrechter: - Lijnrechter: - Vierde Official: - Eerste divisie Speelronde 37                                                                     | |                       | | Basisopstelling Jong Ajax: Reservebank Jong Ajax: Toegepaste Wissels Jong Ajax: |
| Bijzonderheden: | |                       | | |
| | |                       | | |
| Vrijdag 5 mei 2017, 20:00 uur | Jong Ajax | – ( – )               | Helmond Sport | Aanvoerder Jong Ajax : |
| Sportpark De Toekomst, Amsterdam - toeschouwers Scheidsrechter: - Lijnrechter: - Lijnrechter: - Vierde Official: - Eerste divisie Speelronde 38                                                           | |                       | | Basisopstelling Jong Ajax: Reservebank Jong Ajax: Toegepaste Wissels Jong Ajax: |
| Bijzonderheden: | |                       | | |

## Statistieken

### Topscorers
| Nr.                           | Naam                          | Goal |
| ----------------------------- | ----------------------------- | ---- |
| 1.                            | Elton Acolatse                | 3    |
| 2.                            | Markus Bay                    | 2    |
| 2.                            | Richairo Živković             | 2    |
| 2.                            | Václav Černý                  | 2    |
| 5.                            | Léon Bergsma                  | 1    |
| 5.                            | Adham El Idrissi              | 1    |
| 5.                            | Jack van Moerkerk 1           | 1    |
| 5.                            | Sheraldo Becker               | 1    |
| 5.                            | Noussair Mazraoui             | 1    |
| 5.                            | Robert Murić                  | 1    |
| Eigen doelpunten tegenstander | Eigen doelpunten tegenstander | -    |
| Totaal                        | Totaal                        | 15   |

| Nr.                           | Naam                          | Goal |
| ----------------------------- | ----------------------------- | ---- |
| 1.                            | Václav Černý                  | 5    |
| 1.                            | Mateo Cassierra               | 5    |
| 3.                            | Abdelhak Nouri                | 4    |
| 3.                            | Donny van de Beek             | 4    |
| 5.                            | Richairo Živković             | 3    |
| 5.                            | Vince Gino Dekker             | 3    |
| 7.                            | Pelle Clement                 | 2    |
| 8.                            | Robert Murić                  | 1    |
| 8.                            | Frenkie de Jong               | 1    |
| Eigen doelpunten tegenstander | Eigen doelpunten tegenstander | 1    |
| Totaal                        | Totaal                        | 29   |

1 N.B. Speler speelt bij Ajax Amateurs zaterdag.
2013/14 · 2014/15 · 2015/16 · 2016/17· 2017—2024 · 2024/25
Achilles '29 ·
Almere City FC ·
SC Cambuur ·
FC Den Bosch ·
FC Dordrecht ·
FC Eindhoven ·
FC Emmen ·
Fortuna Sittard ·
De Graafschap ·
Helmond Sport ·
Jong Ajax ·
Jong PSV ·
Jong FC Utrecht ·
MVV Maastricht ·
NAC Breda ·
FC Oss ·
RKC Waalwijk ·
Telstar ·
FC Volendam ·
VVV-Venlo